# Pythonides braga
Pythonides braga är en fjärilsart som beskrevs av Evans 1953. Pythonides braga ingår i släktet Pythonides och familjen tjockhuvuden. Inga underarter finns listade i Catalogue of Life.